# Porto Flamingo
Il Porto Flamingo è un gruppo rock e folk d'autore formatosi a Prato nel 2000.

## Storia
Il gruppo nato attorno al 2000 nella primavera del 2005 partecipa al “Rock Contest”, concorso nazionale di band emergenti organizzato da Controradio di Firenze e poi l'apparizione in giugno “Mantova Musica Festival” che permette loro di firmare per la UPR di Annibale Bartolozzi.
Del novembre 2005 le partecipazioni al primo festival folk itinerante, Laratro, in compagnia delle band dell'etichetta (Riserva Moac, I ratti della Sabina, Folkabbestia) ed al Meeting delle Etichette Indipendenti di Faenza, seguite nel 2006 da varie apparizioni live, dal Villaggio Globale di Roma (con I ratti della Sabina) al Live Club di Trezzo d'Adda (Laratro Folk Festa).
Nell'aprile del 2006 l'uscita del primo cd, Toc-Toc e contemporaneamente il brano Burububbubbubbubburu, viene passato da radio locali fino a colpire l'attenzione della redazione di Caterpillar, che la inserisce in programmazione su Radiodue.
Nell'estate e nell'autunno 2006, varie date promozionali in giro per lo stivale, Frosinone, Orvieto, Arsoli, Avellino, Modena, Roma, Carpi, Bologna, Bolzano, Sondrio, Milano, un salto oltre confine in canton Ticino ed altro ancora.
In aprile 2007 ancora un singolo, Toc-Toc, questa volta prodotto ed arrangiato dal “Bardottiano” Finaz ed anche questo adottato da Caterpillar.
Ancora un'estate all'insegna dei concerti e con questa l'opportunità di esibirsi sul palco con la Bandabardò (Mantova Musica Festival 2007 e Siena) e l'arrivo del “premio Laratro-MEI” 2007 come miglior gruppo emergente. In contemporanea vedono la luce numerosi brani che sono alla base del primo album distribuito da Edel Italia: Fabrizio, interamente e passionalmente prodotto da Alessandro Finaz.
Il singolo Sotto vuoto spinto ne sarà il rappresentante più azzeccato, già in radio nel novembre 2007 (ancora Radiodue-Caterpillar), ha una sua versione video tuttora molto cliccata in rete, vincitrice del premio PIVI 2008 (Premio Italiano Video Indipendenti) come miglior soggetto.
Ancora molto live a seguito dell'uscita di Fabrizio e l'occasione, più volte ripetutasi di potersi esibire dal vivo con la nuova punta di diamante dell'etichetta UPR: Cisco.
Il 2009 è dedicato alla scrittura dei nuovi brani. Da questi prende corpo il nuovo lavoro del Porto Flamingo, del quale è in uscita del mese di aprile il primo singolo, Benzina, anche questo prodotto da A.M.Finaz ed accompagnato da un videoclip. 
Il tutto per preparare all'avvento di una nuova storia da raccontare: la storia de L'uomo naturale (disco autoprodotto uscito nel 2010).
Nel 2013 pubblica Lamoresiste, nuovamente un album autoprodotto e passaggio obbligato verso il rinnovato sound e linguaggio che prende vita nel 2016 con l'album 1400gr, uscito il 10 marzo per etichetta Martelabel/Betaproduzioni.

## Formazione attuale
- Andrea "Cippa" Paganelli - voce, chitarra
- Alessandro "Shanghai" Mencancini - basso
- Fabio "Carlos" Fiaschi - chitarra, cori
- Leonardo "Oscar" Catani - tastiere, cori
- Boris Cammilli - batteria

## Discografia
- 2006 - Toc-Toc
- 2008 - Fabrizio
- 2010 - Uomo naturale
- 2013 - Lamoresiste
- 2016 - 1400gr